# Mama i dziwka
Mama i dziwka (fr. La maman et la putain) – francuski dramat filmowy z 1973 roku w reżyserii Jeana Eustache'a. Główny bohater filmu, szowinista Alexandre (Jean-Pierre Léaud) przeżywa romanse z wieloma kobietami, spośród których nawiązuje bliższą relację z dwiema: mającą dziecko Marią (Bernadette Lafont) oraz rozwiązłą Veroniką (Françoise Lebrun).
Liczący około 3,5 godziny film Eustache'a jest jedną z najskrajniejszych w wyrazie opowieści o pokoleniu buntowników 1968 roku oraz o spuściźnie, jakie ze sobą przyniosło. Mama i dziwka, oparta na bezustannych rozmowach znudzonych życiem bohaterów, jest zarazem uniwersalna w wymiarze. Film, nie bez kontrowersji towarzyszących werdyktowi, zdobył Grand Prix Jury oraz wyróżnienie FIPRESCI na 26. MFF w Cannes; współcześnie uznawany jest za epigońskie dzieło francuskiej Nowej Fali.